# Макаду (Пенсільванія)
Макаду (англ. McAdoo) — місто (англ. borough) в США, в окрузі Скайлкілл штату Пенсільванія. Населення — 2471 особа (2020).

## Географія
Макаду розташований за координатами 40°54′3″ пн. ш. 75°59′32″ зх. д. / 40.90083° пн. ш. 75.99222° зх. д. (40.900963, -75.992339).  За даними Бюро перепису населення США в 2010 році місто мало площу 0,90 км², уся площа — суходіл.

## Демографія
Згідно з переписом 2010 року, у селищі мешкало 2300 осіб у 989 домогосподарствах у складі 561 родини. Густота населення становила 2546 осіб/км².  Було 1195 помешкань (1323/км²).
Расовий склад населення:
| - 95,4 % — білих - 0,9 % — чорних або афроамериканців - 0,3 % — азіатів - 0,1 % — корінних американців - 2,1 % — осіб інших рас |

До двох чи більше рас належало 1,1 %. Частка іспаномовних становила 8,5 % від усіх жителів.
За віковим діапазоном населення розподілялося таким чином: 22,2 % — особи молодші 18 років, 59,2 % — особи у віці 18—64 років, 18,6 % — особи у віці 65 років та старші. Медіана віку мешканця становила 39,7 року. На 100 осіб жіночої статі у селищі припадало 96,6 чоловіків;  на 100 жінок у віці від 18 років та старших — 95,7 чоловіків також старших 18 років.
Середній дохід на одне домашнє господарство  становив 46 041 долар США (медіана — 37 500), а середній дохід на одну сім'ю — 49 293 долари (медіана — 41 833). Медіана доходів становила 39 286 доларів для чоловіків та 32 688 доларів для жінок. За межею бідності перебувало 14,3 % осіб, у тому числі 18,2 % дітей у віці до 18 років та 9,7 % осіб у віці 65 років та старших.
Цивільне працевлаштоване населення становило 990 осіб. Основні галузі зайнятості: роздрібна торгівля — 24,5 %, виробництво — 20,4 %, освіта, охорона здоров'я та соціальна допомога — 18,4 %.